# Ditomyia potomaca
Ditomyia potomaca är en tvåvingeart som beskrevs av Fisher 1941. Ditomyia potomaca ingår i släktet Ditomyia och familjen hårvingsmyggor. Inga underarter finns listade i Catalogue of Life.